# Tetramorium degener
Tetramorium degener är en myrart som beskrevs av Santschi 1911. Tetramorium degener ingår i släktet Tetramorium och familjen myror. Inga underarter finns listade i Catalogue of Life.

## Bildgalleri

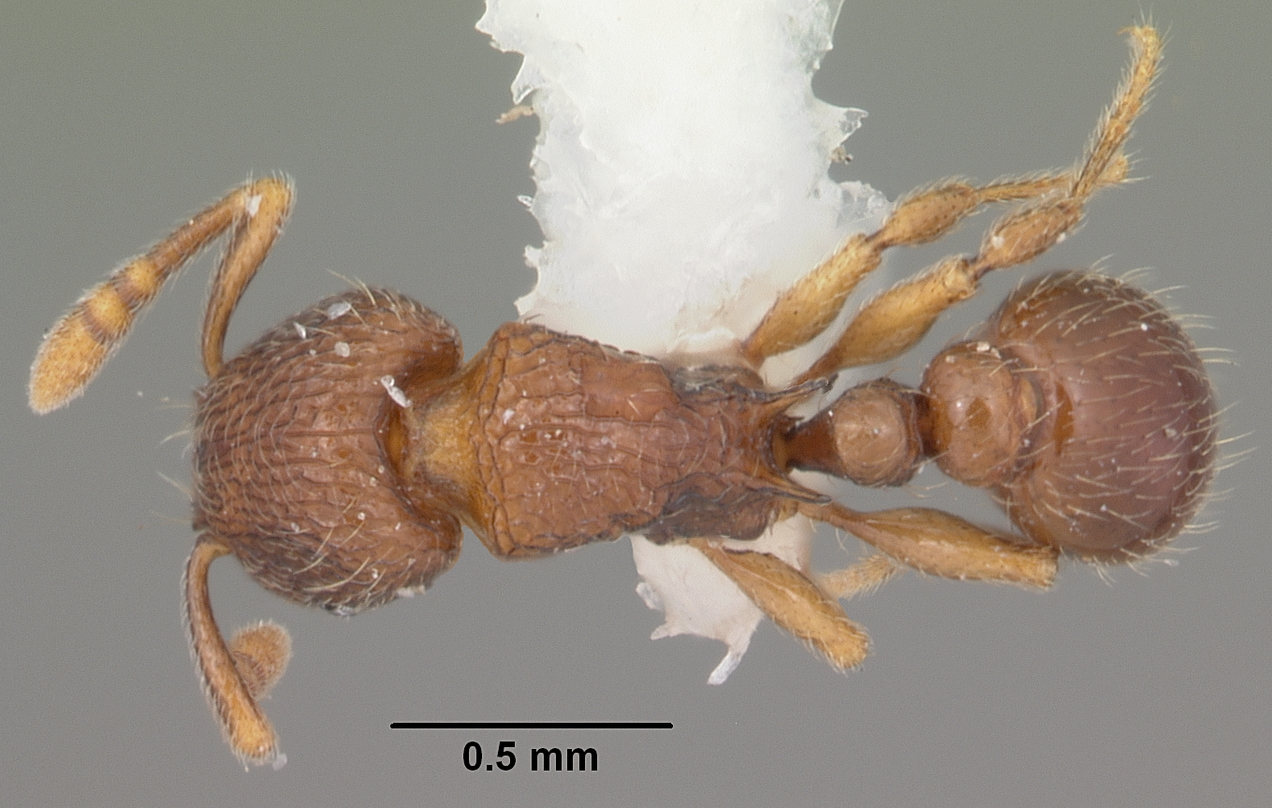
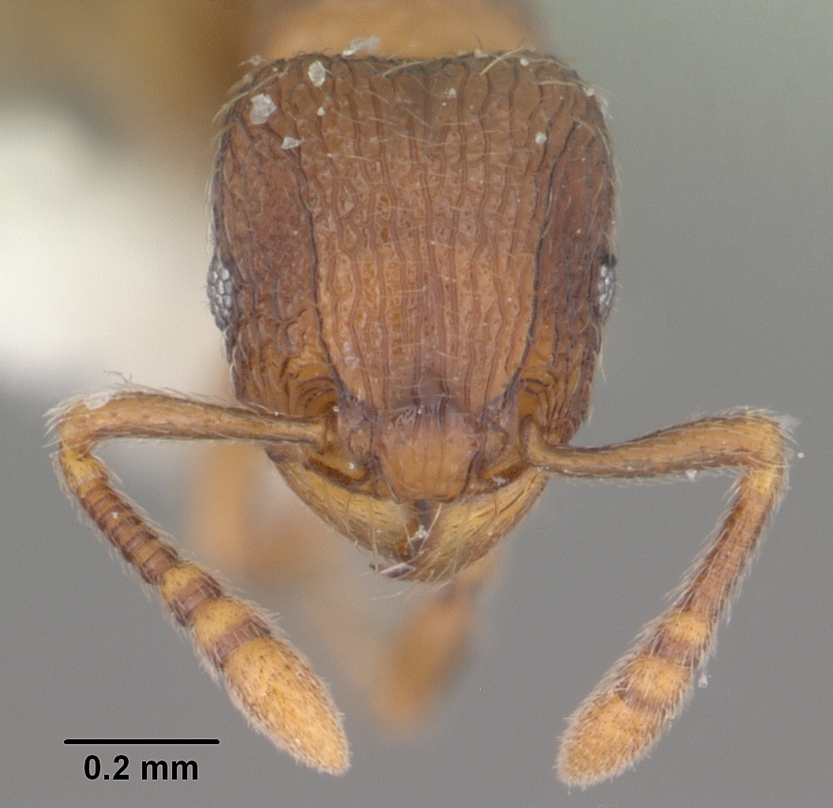
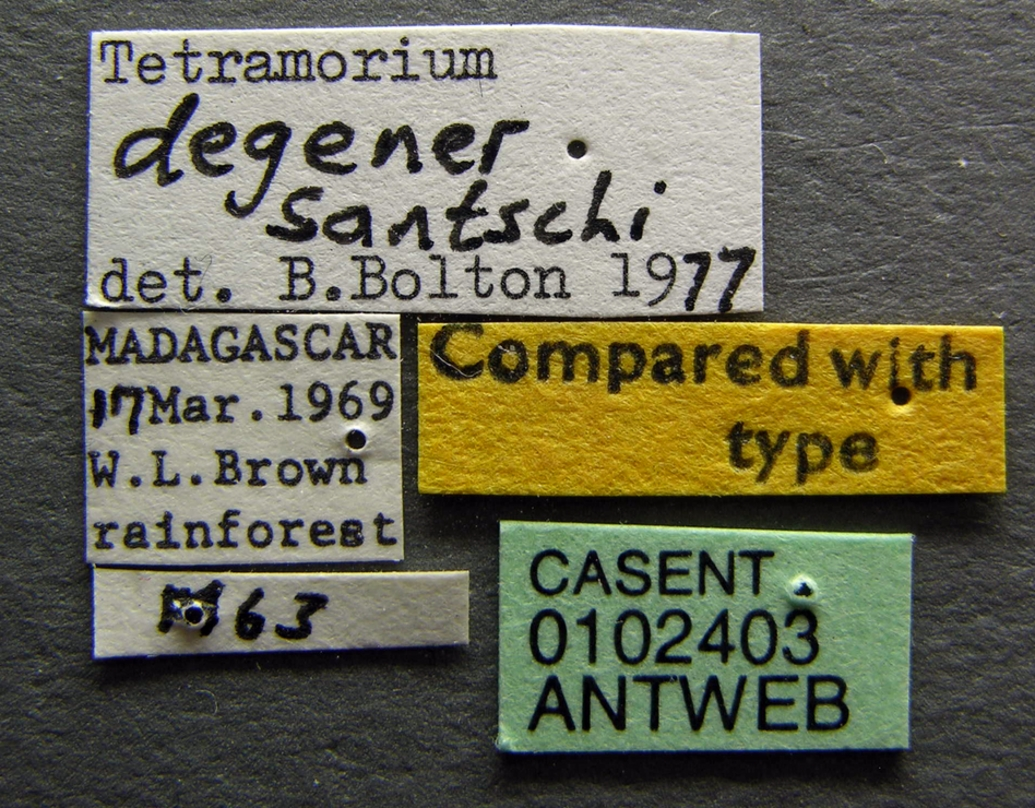
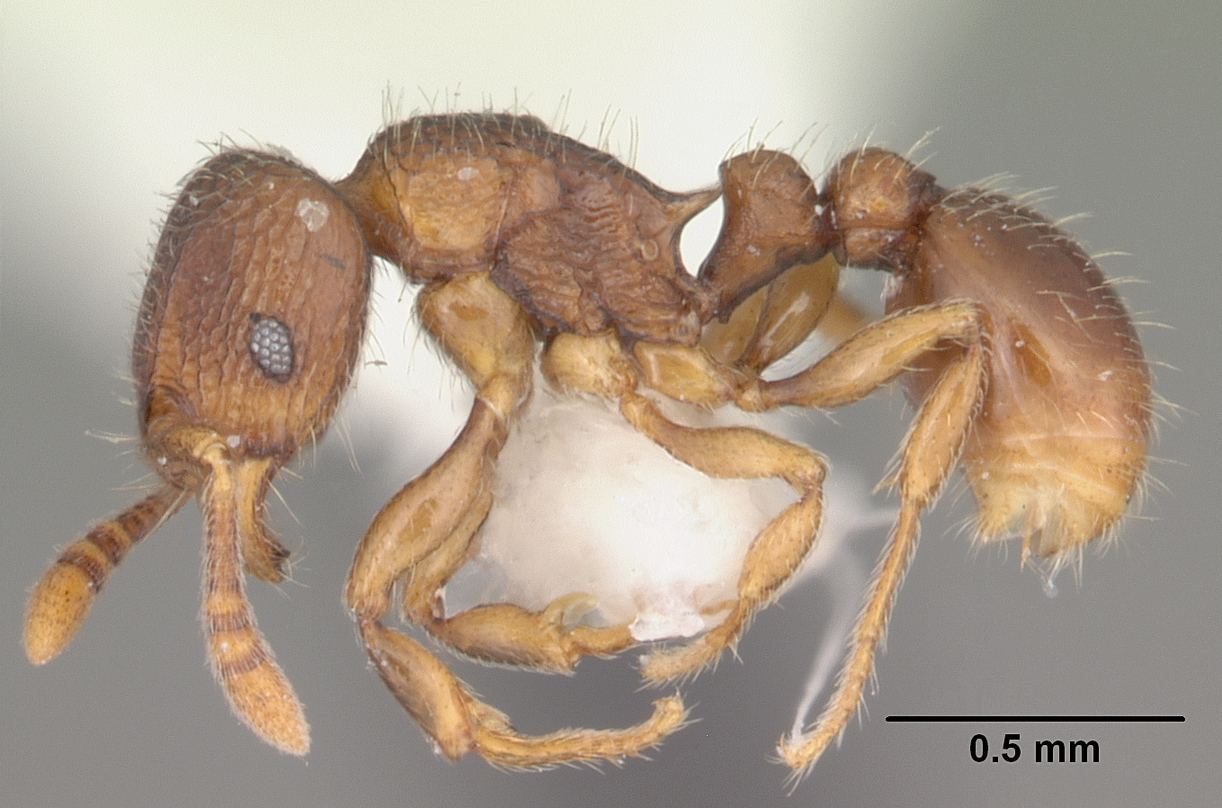